# Rund um den Henninger-Turm 1984
Il Rund um den Henninger-Turm 1984, ventitreesima edizione della corsa, si svolse il 1º maggio su un percorso di 242 km, con partenza e arrivo a Francoforte sul Meno. Fu vinto dall'australiano Phil Anderson della squadra Panasonic davanti al belga Eric Vanderaerden e all'irlandese Sean Kelly.

## Ordine d'arrivo (Top 10)
| Pos. | Corridore                | Squadra                     | Tempo    |
| ---- | ------------------------ | --------------------------- | -------- |
| 1    | Phil Anderson            | Panasonic                   | 6h05'09" |
| 2    | Eric Vanderaerden        | Panasonic                   | a 20"    |
| 3    | Sean Kelly               | Skil-Reydel-SEM-Mavic       | s.t.     |
| 4    | Pierino Gavazzi          | Atala-Campagnolo            | s.t.     |
| 5    | Steven Rooks             | Panasonic                   | s.t.     |
| 6    | Leo van Vliet            | Kwantum Hallen-Decosol-Yoko | s.t.     |
| 7    | Ludo Peeters             | Kwantum Hallen-Decosol-Yoko | s.t.     |
| 8    | Gianbattista Baronchelli | Murella-Rossin-Tesint       | s.t.     |
| 9    | Giovanni Renosto         | Atala-Campagnolo            | s.t.     |
| 10   | Jacques van Meer         | AVP-Viditel-De Vries Lotto  | s.t.     |